# La Voltairomanie
La Voltairomanie, ou lettre d’un jeune avocat, est un pamphlet contre Voltaire paru en 1738 dû à la plume de l’abbé Desfontaines.

## Historique
Un lourd contentieux existait entre Voltaire et Desfontaines. Le premier avait tiré le second de Bicêtre, où il était emprisonné pour sodomie sur mineurs des deux sexes. Voltaire, qui ne le connaissait que depuis deux semaines, s’était entremis auprès d’Argenson, pour le faire libérer, puis auprès de Maurepas pour faire révoquer son interdiction de séjour à moins de 30 lieues de Paris. Pour autant, Desfontaines ne s’estimait pas redevable ad vitam eternam envers Voltaire, qui se comportait comme s’il avait acheté à jamais la soumission et les louanges de l’abbé, qui, en tant que critique littéraire, revendiquait, au contraire, le droit de pointer, dans ses Observations sur les écrits modernes, les faiblesses littéraires d’un Voltaire, bien connu pour son extrême sensibilité à toute forme de critique.
Lorsque paraissent, dans ce contexte, les Éléments de la philosophie de Newton, l’ouvrage suscite immédiatement nombre de critiques, dont celle de Desfontaines qui, de prime abord, regrette l’abandon par Voltaire de la poésie pour la philosophie essayant remplacer le rationalisme cartésien par l’empirisme newtonien, avant d’entamer une défense en règle de Descartes et de Malebranche contre l’absurdité et l’impiété des théories newtoniennes, mais la remarque perfide de Desfontaines, qui le félicite d’avoir abandonné la poésie pour la philosophie à son « âge déjà avancé », avec une allusion malveillante au « turpe vates senex » l’enrage. Piqué au vif, Voltaire contre-attaque en adressant, en novembre 1738, à Desfontaines Le Préservatif, celui-ci ne tarde pas à user de représailles. Le 12 décembre 1738, il fait imprimer, chez Chaubert sa Voltairomanie, ou Lettre d’un jeune avocat, en forme de mémoire en réponse au libelle du sieur de Voltaire, intitulé le Préservatif.
Libelle implacable, la Voltairomanie est sans doute l’acte de diffamation le plus soutenu et le plus détaillé que Voltaire ait eu à subir. Le pamphlet de Desfontaines, qui met le doigt sur les zones sombres de la vie de Voltaire, mais surtout l’aspect obsessionnel et mercuriel de la personnalité, son caractère égoïste, opportuniste et arrogant, s’est vendu à 2 000 exemplaires en quinze jours. Le recours au pamphlet anonyme donnait à Desfontaines toute latitude pour critiquer Voltaire, en contournant l’interdiction légale qui lui était faite, en tant que journaliste publiant sous son propre nom, du faire dans son journal.
Lorsque le pamphlet de Desfontaines arrive à Cirey, Voltaire est malade et Émilie s’efforce de le lui cacher car elle n’est pas sans connaitre son extrême sensibilité aux critiques. Malade elle-même, elle ignore que Voltaire a déjà reçu la Voltairomanie et qu’il la lui a cachée, comme elle lui avait caché son exemplaire. C’est cette publication qui l’a rendu malade. Après avoir lu ce libelle, il s’est évanoui à deux reprises, il a de la fièvre, et est la proie de la fureur ou la victime de longs accablements. Lorsque d’Argenson demande à Desfontaines ce qui l’a poussé à écrire de telles faussetés, celui-ci répond : « Il faut bien vivre », à quoi d’Argenson réplique avec indignation : « Je n’en vois pas la nécessité. »
Dans les premières semaines de 1739, l’affaire tourne à l’obsession pour Voltaire qui, au cours du seul mois de janvier 1739, il écrit trente-huit lettres entièrement ou partiellement consacrées à cette querelle. Exaspéré, il écrit un Mémoire apologétique à d’Argenson, intente un procès à Desfontaines, essaie de le faire arrêter à l’archevêché de Paris, remue ciel et terre, ses amis, les comédiens, les ministres, d’Aguesseau, Maurepas : « Je mourrai ou j’aurai justice », écrit-il en 1739. Il essaie également, en vain, de faire interdire les Observations sur les écrits modernes et de faire appréhender Jean-Baptiste Rousseau, alors interdit de séjour en France.
Avec la participation du lieutenant de police Hérault, il est décidé de mettre un terme à l’affaire. Celui-ci contraint Desfontaines à signer une rétractation de la Voltairomanie, et Voltaire, qui ne perdra plus une occasion de noter d’infamie l’abbé Desfontaines, auquel il donne dans ses lettres, l’épithète italien de « il buggerone abbate », a fait de même pour le Préservatif, ce qui a été facilité par le fait qu’aucun des deux documents ne portait de signature.